# Škofija Utrecht (695–1580)
Zgodovinska škofija Utrecht (695–1580) je bila rimskokatoliška škofija in (od 1559) nadškofija v Nizozemskih deželah pred in med protestantsko reformacijo.

## Zgodovina

### Škofija
Kot navaja Katoliška enciklopedija, ustanovitev škofije sega v čas Frankovskega cesarstva, ko je sveti Ecgberht iz Ripona na prošnjo Pipina Herstalskega poslal (svetega) Vilibrorda in enajst sodelavcev na misijon v pogansko Frizijo.  Utrechtsko škofijo (latinsko Dioecesis Ultraiectensis) je ustanovil sam papež Sergij I. leta 695. Leta 695 je v Rimu papež Sergij posvetil Vilibrorda za škofa Frizijcev.
George Edmundson je v Encyclopædiji Britannici, izdaja iz leta 1911, zapisal, da so škofje dejansko kot rezultat imunitete, ki so jo podelili nemški kralji, predvsem saški in frankovski cesarji, postopoma postali začasni vladarji gospostva tako velikih kot  sosednje grofije in vojvodine.   Utrechtski škof Adalbolda II. "mora veljati za glavnega ustanovitelja knezo-škofije Utrecht," pravi Albert Hauck v New Schaff-Herzog Encyclopedia of Religious Knowledge, zlasti s pridobitvijo leta 1024 in 1026 grofij Drenthe in Teisterbant. Škofje so »postali bojevniki in ne prelati; dolžnosti njihove pastoralne službe so pogosto opravljali sufragani, medtem ko so sami vodili vojske proti vojvodam Gelderskim ali Grofom Holandije,"  vendar v članku ni uporabljeno ime " Knezo-škofija Utrecht ".

Knezo-škofija se je končala, ko je Henrik Pfalški leta 1528 s soglasjem stolnega kapitlja odstopil s sedeža in svojo posvetno oblast prenesel na Karla V., svetega rimskega cesarja. Kapitlji so svojo pravico do izvolitve škofa prostovoljno prenesli na Karla V., papež Klement VII. pa je dal soglasje k postopku. George Edmundson je v Zgodovini Nizozemske zapisal, da je bil Henrik leta 1528 "primoran" uradno predati " posvetno oblast" nad Gospodstvom Utrecht  Karlu V. 

### Nadškofija
Škofija je bila leta 1559 povzdignjena v nadškofijo  Izvzeta je bila iz province Köln, v kateri je bil škof sufragan, in povzdignjena v rang nadškofije in metropolitanskega sedeža. V času uprave prvega nadškofa Friderika V. Schencka Toutenburškega se je kalvinizem hitro razširil, zlasti med plemstvom, ki je z nenaklonjenostjo gledalo na obdaritev novih škofij s starodavnimi in bogatimi opatijami.  Župnijske cerkve so bile leta 1566 napadene v Beeldenstorm. Obešanje devetnajstih Gorkumskih mučencev v Briellu leta 1572 je primer preganjanja, ki so ga trpeli katoličani. Nadškofija je med nizozemskim uporom v Španski Nizozemski  padla. V Beeldenstormu so bile  kolegijske cerkve leta 1580 žrtve ikonoklastičnih napadov in katedrala sv. Martina v Utrechtu je bila "močno poškodovana". »Čeprav je približno ena tretjina ljudi ostala rimskokatoliška in kljub razmeroma veliki strpnosti,«  že leta 1573, je bilo javno izvajanje katolicizma prepovedano,  in katedrala je bila leta 1580 preurejena v protestantsko cerkev. Katedralni kapitelj je preživel in "še vedno upravljal svoja zemljišča in bil del deželne vlade" v gospostvu Utrecht. "Na novo imenovani kanoniki pa so bili vedno protestanti."  Dva nadškofa naslednika, ki ju je imenovala Španija, nista niti dobila kanonske potrditve niti nista mogla vstopiti v svojo škofijo zaradi nasprotovanja Generalnih stanov. Nadškofija je bila leta 1580 zatrta. Walter Phillips je v Encyclopædia Britannica, izdaja 1911, zapisal, da je zadnji utrechtski nadškof Friderik V. Schenck Toutenburški umrl leta 1580, "nekaj mesecev pred zatiranjem rimskokatoliškega javnega čaščenja" s strani Viljema I. Oranskega. 

### Apostolski vikariat v Bataviji
Holandska misija je začela delovati leta 1592, ko je papež Klement VIII. postavil vikariat.  "Dve stoletji po Vestfalskem miru [1648] je bil velik del Nizozemske pod apostolskimi vikarji kot misijonsko ozemlje, kot je bila Anglija v istem obdobju; čeprav so imela nekatera območja nadduhovnike, odvisne od nuncijev v Kölnu in Bruslju." 
Seznam utrechtskih škofov
- St. Willibrord (Clemens) (695–739)
- Wera                              (739?–752/3)
- St. Eoban                             (753–754)
- St. Gregory of Utrecht                (754–775)
- St. Alberic of Utrecht                (775–784)
- Theodardus                        (784–790)
- Hamacarus                         (790–806)
- Ricfried                          (806–815/16)
- Frederick of Utrecht              (815/16–834/38)
- Alberik II                        (834/8–845)
- Eginhard                          (ca. 845)
- Liudger                    (ca. 848–854)
- St. Hunger               (854–866)
- Adalbold I                        (866–899)
- St. Radboud             (899/900–917)
- Balderic      (917/8–975/6)
- Folcmar                  (976–990)
- Baldwin I (991–995)
- St. Ansfried      (995–1010)
- Adalbold II     (1010–1026)
- Bernold                           (1026/7–1054)
- William I (1054–1076)
- Conrad       (1076–1099)
- Burchard   (1100–1112)
- Godbald                          (1114–1127)
- Andreas van Cuijk                 (1127/8–1139)
- Hartbert                          (1139–1150)
- Herman van Horne                  (1151–1156)
- Godfrey van Rhenen               (1156–1178)
- Baldvin II. Holandski          (1178–1196)
- Arnold I. Isenburški             (1196–1197)
- Dirk Holandski (1197)
- Dirk II. Areški         (1197/8–1212)
- Oton I.                  (1212–1215)
- Oton II. Lipejski                 (1216–1227)
- Wilbrand Oldenburški            (1227–1233)
- Oton III. Holandski              (1233–1249)
- Gosvin Amstelski (iz Randeratha) (1249–1250)
- Henrik I. Viandenski             (1250/2–1267)
- John I van Nassau                  (1267–1290)
- John II van Sierck                 (1290–1296)
- Willem II Berthout                (1296–1301)
- Guy van Avennes                   (1301–1317)
- Frederik II van Sierck            (1317–1322)
- Jacob van Oudshoorn               (1322)
- Jan III van Diest                 (1322–1340)
- Janez IV. Arkelski                  (1342–1364)
- Jan V van Virneburg               (1364–1371)
- Arnold II van Hoorn               (1371–1379)
- Floris van Wevelinkhoven          (1379–1393)
- Frederik III van Blankenheim      (1393–1423)
- Rudolf van Diepholt               (1423–1455)
- Zweder van Culemborg              (1425–1433)
- Walraven van Meurs                (1434–1448)
- Gijsbrecht van Brederode          (1455–1456)
- David van Bourgondië              (1456–1496)
- Frederick IV of Baden             (1496–1517)
- Philip of Burgundy (1517–1524)
- Henry of the Palatinate (bishop)             (1524–1529)
- Willem III van Enckenvoirt        (1529–1534)
- George van Egmond                  (1534–1559)

### Nadškofje
- Friderik V. Schenck Toutenburški (1559–1580)
- Herman Rennenberški (1580–1592) - zaradi protestantizma ne more biti ustoličen
- Jan van Bruhesen (1592–1600) - zaradi protestantizma ne more biti ustoličen